# Harisu
Lee Kyung-eun (hangul: 이경은), mer känd under artistnamnet Harisu, född 17 februari 1975 i Seongnam, är en transsexuell sydkoreansk sångare, skådespelare och fotomodell.
Hon föddes som man men identifierade sig som kvinna som barn. Under 90-talet ändrade hon kön. Hon är Sydkoreas första transperson inom musikbranschen. Hon har släppt fem studioalbum mellan åren 2001 och 2006. Hon har också släppt ett livealbum.

## Diskografi

### Album
| Albuminformation                                          | Topplacering          |
| Albuminformation                                          | Sydkorea (Gaon Chart) |
| --------------------------------------------------------- | --------------------- |
| Temptation (Studioalbum) - Släppt: 22 september 2001      | 32                    |
| The First Live Concert (Livealbum) - Släppt: 29 juli 2002 | —                     |
| Liar (Studioalbum) - Släppt: 28 oktober 2002              | 23                    |
| Foxy Lady (Studioalbum) - Släppt: 2 februari 2004         | —                     |
| Harisu (Studioalbum) - Släppt: 24 januari 2006            | 46                    |
| Summer (Studioalbum) - Släppt: 25 juli 2006               | —                     |

### Singlar
| År   | Titel           | Topplacering          |
| År   | Titel           | Sydkorea (Gaon Chart) |
| ---- | --------------- | --------------------- |
| 2001 | "Temptation"    | —                     |
| 2002 | "Liar"          | —                     |
| 2004 | "Foxy Lady"     | —                     |
| 2006 | "Reaction"      | —                     |
| 2006 | "Summer Summer" | —                     |
| 2007 | "Winter Story"  | —                     |
| 2007 | "Love Is..."    | —                     |
| 2012 | "Shopping Girl" | —                     |